# Diều bụng trắng
Diều bụng trắng, tên khoa học Circus macrourus, là một loài chim trong họ Accipitridae.
Loài này sống trong các khu vực phía nam của Đông Âu và trung bộ Châu Á và trú đông chủ yếu trong Ấn Độ và Đông Nam Á. Là một rất hiếm Anh và Tây Âu. Chim trưởng thành dài 40–48 cm với một sải cánh dài 95–120 cm. Con trống cân nặng 315 g, trong khi những con mái lớn hơn một chút cân nặng 445 g. Chúng săn động vật có vú nhỏ, thằn lằn và chim. Chúng làm tổ trên mặt đất. Mỗi tổ đẻ từ bốn đến sáu quả trứng màu trắng.

## Hình ảnh

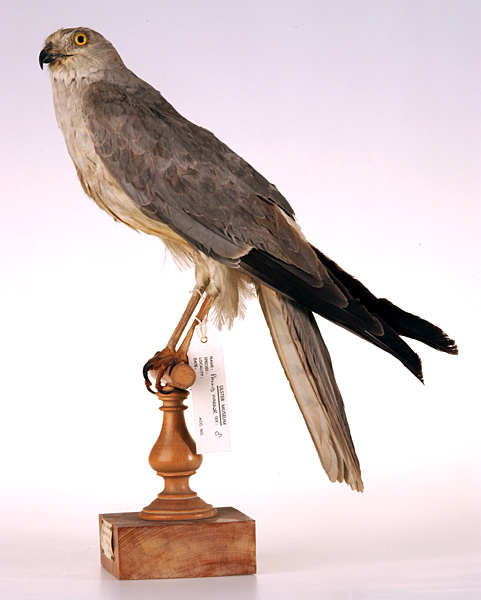
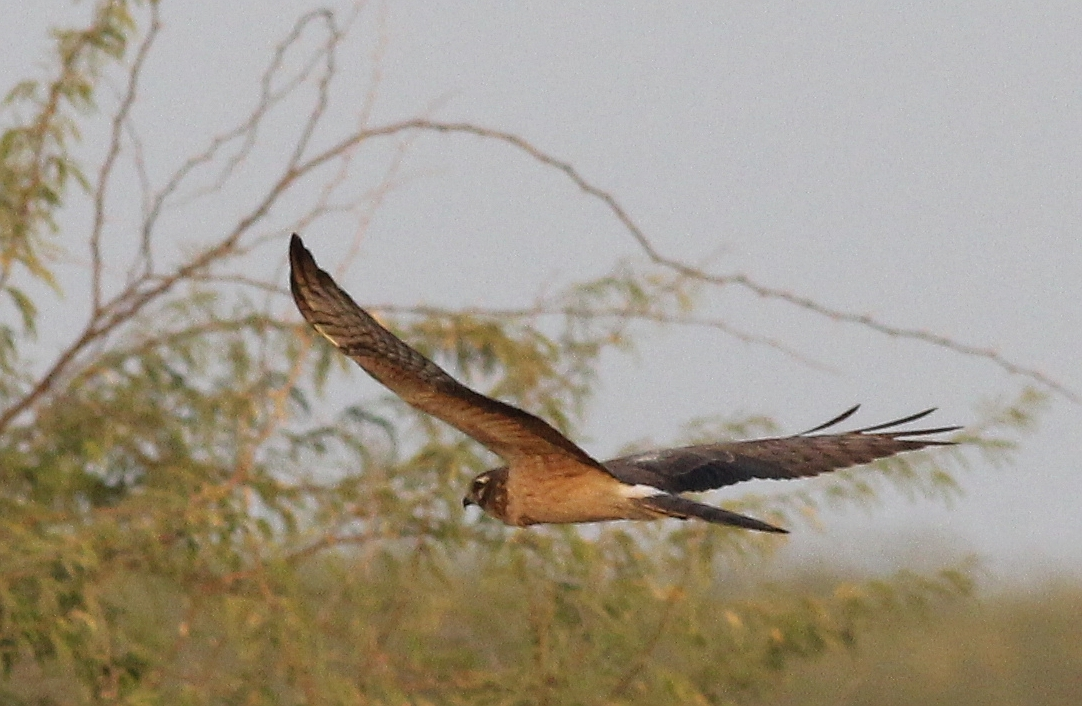
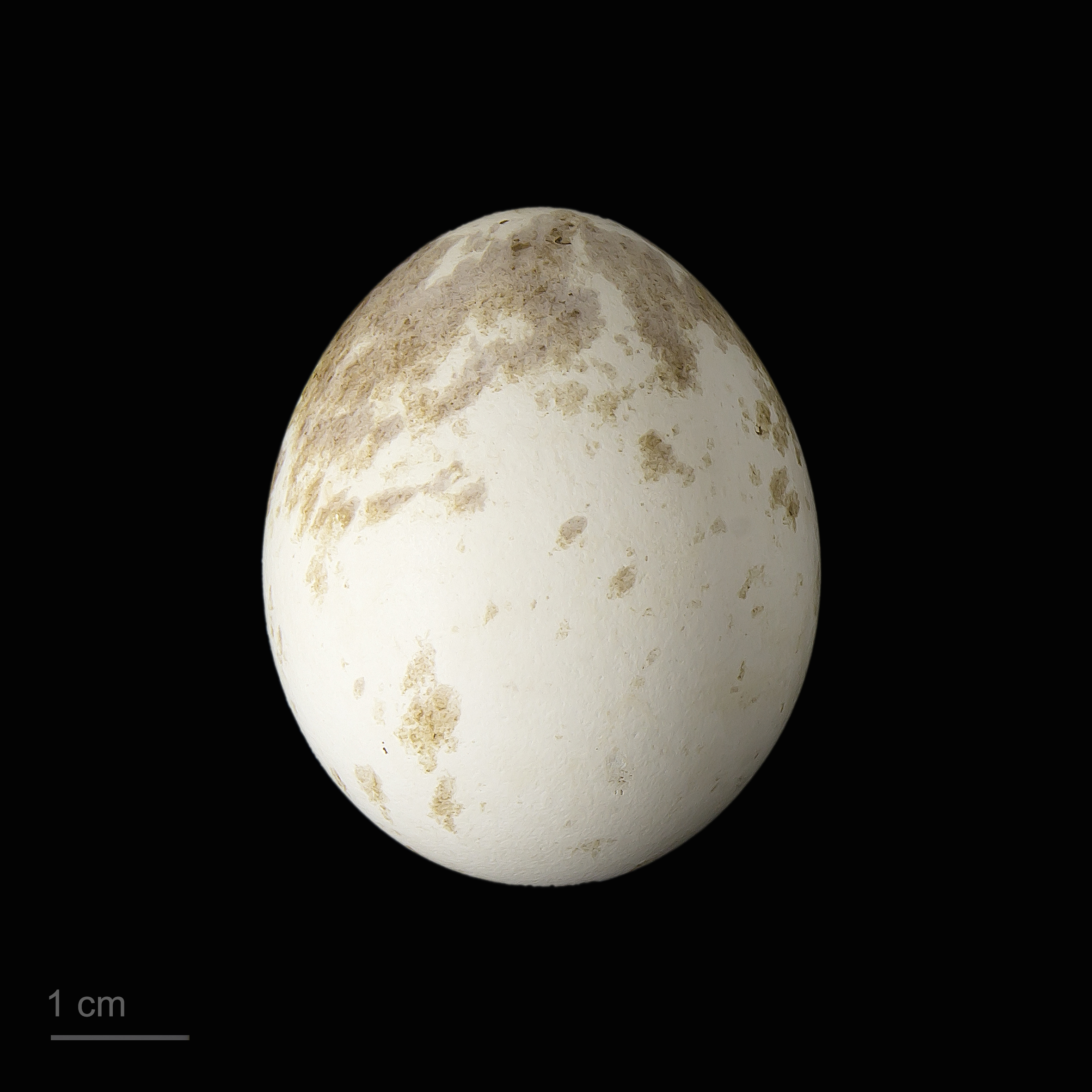
Museum specimen